# Sam Cullman

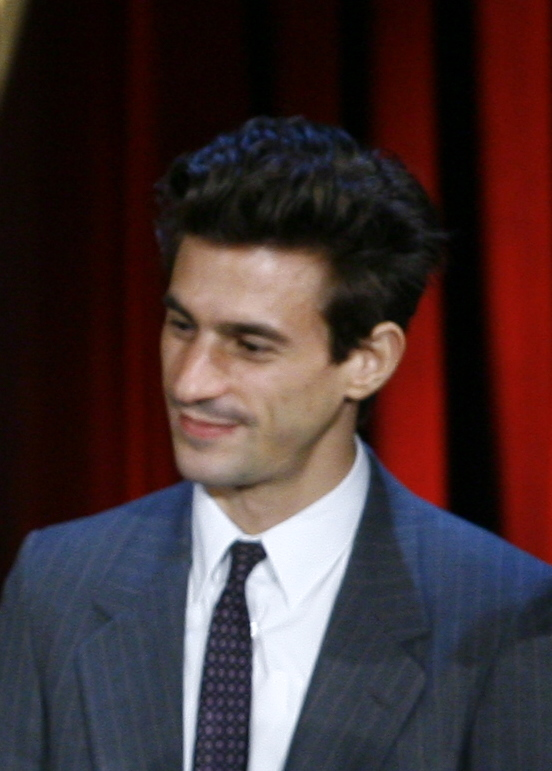
Sam Cullman

Sam Cullman (* 1976) ist ein US-amerikanischer Kameramann und Filmemacher von Dokumentarfilmen, der bei der Oscarverleihung 2012 für seine Arbeit bei If a Tree Falls: A Story of the Earth Liberation Front zusammen mit Marshall Curry für den Oscar in der Kategorie Bester Dokumentarfilm nominiert war. Cullman studierte an der Brown University und ist einer der Gründer der Filmproduktionsfirma Yellow Cake Films. Er lebt und arbeitet in Brooklyn, New York City.

## Filmographie
- 2003: Beyond the Spin (Dokumentarfilm, Video/DVD, Regisseur)
- 2004: Coney Island (Kurzfilm, Video/DVD, Kameramann)
- 2005: Street Fight (Dokumentarfilm, Kameramann)
- 2005: Why We Fight (Dokumentarfilm, Kameramann)
- 2005: Giuliani Time (Dokumentarfilm, Produzent)
- 2005: The American Ruling Class
- 2006: A Stadium Story: The Battle for New York’s Last Frontier (Dokumentarfilm, Kameramann)
- 2007: King Corn (Dokumentarfilm, Kameramann)
- 2007: What Would Jesus Buy? (Dokumentarfilm, Kameramann)
- 2007: Kamp Katrina (Dokumentarfilm, Video/DVD, Kameramann)
- 2008: Lockup (Dokumentar-Fernsehserie, Kameramann)
- 2008: A Case of Mistaken Identity? (Dokumentar-Fernsehfilm, Kameramann)
- 2008: The Recruiter (Dokumentarfilm, Kameramann)
- 2009: The Farm: 10 Down (Dokumentarfilm, Kameramann)
- 2010: Big River (Dokumentarfilm, Kameramann)
- 2011: If a Tree Falls: A Story of the Earth Liberation Front (Dokumentarfilm, Regisseur, Tontechniker, Kameramann und Produzent)
- 2012: Drogen: Amerikas längster Krieg (The House I Live In, Dokumentarfilm, Kameramann und Produzent)
- 2014: Art and Craft (Dokumentarfilm, Regisseur, Kameramann, Tontechniker und Produzent)
- 2014: Watchers of the Sky (Dokumentarfilm, Kameramann)
- 2015: All Eyes and Ears (Dokumentarfilm, Kameramann)
- 2014: Watchers of the Sky (Dokumentarfilm, Kameramann)